# Oksana Skaldina
Oksana Walentyniwna Skaldina (ukrainisch Оксана Валентинівна Скалдіна; * 24. Mai 1972 in Saporischschja, Ukrainische SSR) ist eine ehemalige ukrainische Rhythmische Sportgymnastin.

## Erfolge
Oksana Skaldina gelangen die ersten internationalen Medaillen bei Großveranstaltungen im Jahr 1989, als sie bei den Weltmeisterschaften in Sarajevo mit dem Seil, dem Reifen, dem Band und auch mit der Mannschaft jeweils sogleich den Titel gewann. Im Mehrkampf belegte sie außerdem den dritten Platz. Ein Jahr darauf sicherte sie sich in Göteborg auch vier Europameistertitel: sie gewann die Wettkämpfe mit dem Seil, dem Band, dem Band und mit der Mannschaft. Im Mehrkampf gewann sie wiederum Bronze. In dieser Disziplin wurde sie 1991 in Athen erstmals Weltmeisterin und verteidigte außerdem mit der Mannschaft den Titel. Mit dem Ball wurde sie Vizeweltmeisterin, mit dem Seil und dem Reifen sicherte sie sich die Bronzemedaille. Bei den Europameisterschaften 1992 in Stuttgart gewann sie die Titel mit dem Seil, dem Reifen und den Keulen. Aufgrund des Zerfalls der Sowjetunion startete sie in Stuttgart erstmals für die Ukraine.
1992 nahm Oksana Skaldina an den Olympischen Spielen 1992 in Barcelona für das Vereinte Team im Einzelmehrkampf teil. Die Qualifikation beendete sie mit 38,525 Punkten auf dem zweiten Platz. Im Finale erzielte sie 57,912 Punkte, womit sie den Wettkampf hinter ihrer siegreichen Landsfrau Oleksandra Tymoschenko, die mit 59,037 Punkten Olympiasiegerin wurde, und der mit 58,100 Punkten zweitplatzierten Carolina Pascual aus Spanien die Bronzemedaille gewann. Nach den Spielen beendete sie ihre Karriere.
Sie war mit dem ehemaligen russischen Pentathleten Dmitri Swatkowski verheiratet. Ihre gemeinsame Tochter Darja Swatkowskaja war von 2012 bis 2014 ebenfalls als rhythmische Sportgymnastin aktiv und gewann in dieser Zeit zwei Europameistertitel.